# Grand Prix Formule 1 van Argentinië 1980
De Grand Prix Formule 1 van Argentinië 1980 werd gehouden op 13 januari 1980 in Buenos Aires.

## Uitslag
| Positie | Nr | Rijder                | Team           | Ronden | Tijd/Opgave      | Startplaats | Punten |
| ------- | -- | --------------------- | -------------- | ------ | ---------------- | ----------- | ------ |
| 1       | 27 | Alan Jones            | Williams-Ford  | 53     | 1:43:24.38       | 1           | 9      |
| 2       | 5  | Nelson Piquet         | Brabham-Ford   | 53     | +24.59           | 4           | 6      |
| 3       | 21 | Keke Rosberg          | Fittpaldi-Ford | 53     | +1:18.64         | 13          | 4      |
| 4       | 4  | Derek Daly            | Tyrrell-Ford   | 53     | +1:23.48         | 22          | 3      |
| 5       | 23 | Bruno Giacomelli      | Alfa Romeo     | 52     | +1 Ronde         | 20          | 2      |
| 6       | 8  | Alain Prost           | McLaren-Ford   | 52     | +1 Ronde         | 12          | 1      |
| 7       | 6  | Ricardo Zunino        | Brabham-Ford   | 51     | +2 Rondes        | 16          |        |
| NF      | 22 | Patrick Depailler     | Alfa Romeo     | 46     | Motor            | 23          |        |
| NF      | 1  | Jody Scheckter        | Ferrari        | 45     | Motor            | 11          |        |
| NC      | 14 | Clay Regazzoni        | Ensign-Ford    | 44     | Niet geklasseerd | 15          |        |
| NC      | 20 | Emerson Fittipaldi    | Fittpaldi-Ford | 37     | Niet geklasseerd | 24          |        |
| NF      | 2  | Gilles Villeneuve     | Ferrari        | 36     | Ongeluk          | 8           |        |
| NF      | 26 | Jacques Laffite       | Ligier-Ford    | 30     | Motor            | 2           |        |
| NF      | 29 | Riccardo Patrese      | Arrows-Ford    | 27     | Motor            | 7           |        |
| NF      | 9  | Marc Surer            | ATS-Ford       | 27     | Brand            | 21          |        |
| NF      | 11 | Mario Andretti        | Lotus-Ford     | 20     | Benzinesysteem   | 6           |        |
| NF      | 30 | Jochen Mass           | Arrows-Ford    | 20     | Versnellingsbak  | 14          |        |
| NF      | 28 | Carlos Reutemann      | Williams-Ford  | 12     | Motor            | 10          |        |
| NF      | 12 | Elio de Angelis       | Lotus-Ford     | 7      | Ophanging        | 5           |        |
| NF      | 7  | John Watson           | McLaren-Ford   | 5      | Versnellingsbak  | 17          |        |
| NF      | 15 | Jean-Pierre Jabouille | Renault        | 3      | Versnellingsbak  | 9           |        |
| NF      | 16 | René Arnoux           | Renault        | 2      | Ophanging        | 19          |        |
| NF      | 25 | Didier Pironi         | Ligier-Ford    | 1      | Motor            | 3           |        |
| NF      | 3  | Jean-Pierre Jarier    | Tyrrell-Ford   | 1      | Botsing          | 18          |        |
| NQ      | 18 | Dave Kennedy          | Shadow-Ford    |        |                  |             |        |
| NQ      | 17 | Stefan Johansson      | Shadow-Ford    |        |                  |             |        |
| NQ      | 10 | Jan Lammers           | ATS-Ford       |        |                  |             |        |
| NQ      | 31 | Eddie Cheever         | Osella-Ford    |        |                  |             |        |

## Statistieken
| Pole-position | Alan Jones | Williams-Ford | 1:44.17 |
| Snelste ronde | Alan Jones | Williams-Ford | 1:50.45 |

## Noot
- Dit was het debuut van de Zweedse coureur Stefan Johansson, de Ierse coureur David Kennedy en de Franse coureur Alain Prost (toekomstig wereldkampioen)
- Honderdste Grand Prix-start voor Jody Scheckter. Hiermee was Scheckter de dertiende coureur die minstens 100 Grands Prix had gereden.
- Eerste podiumplaats voor Nelson Piquet en Keke Rosberg - en eerste podiumplaats voor een Finse coureur.

1953 · 1954 · 1955 · 1956 · 1957 · 1958 · 1960 · 1971 · 1972 · 1973 · 1974 · 1975 · 1977 · 1978 · 1979 · 1980 · 1981 · 1995 · 1996 · 1997 · 1998